# カホン

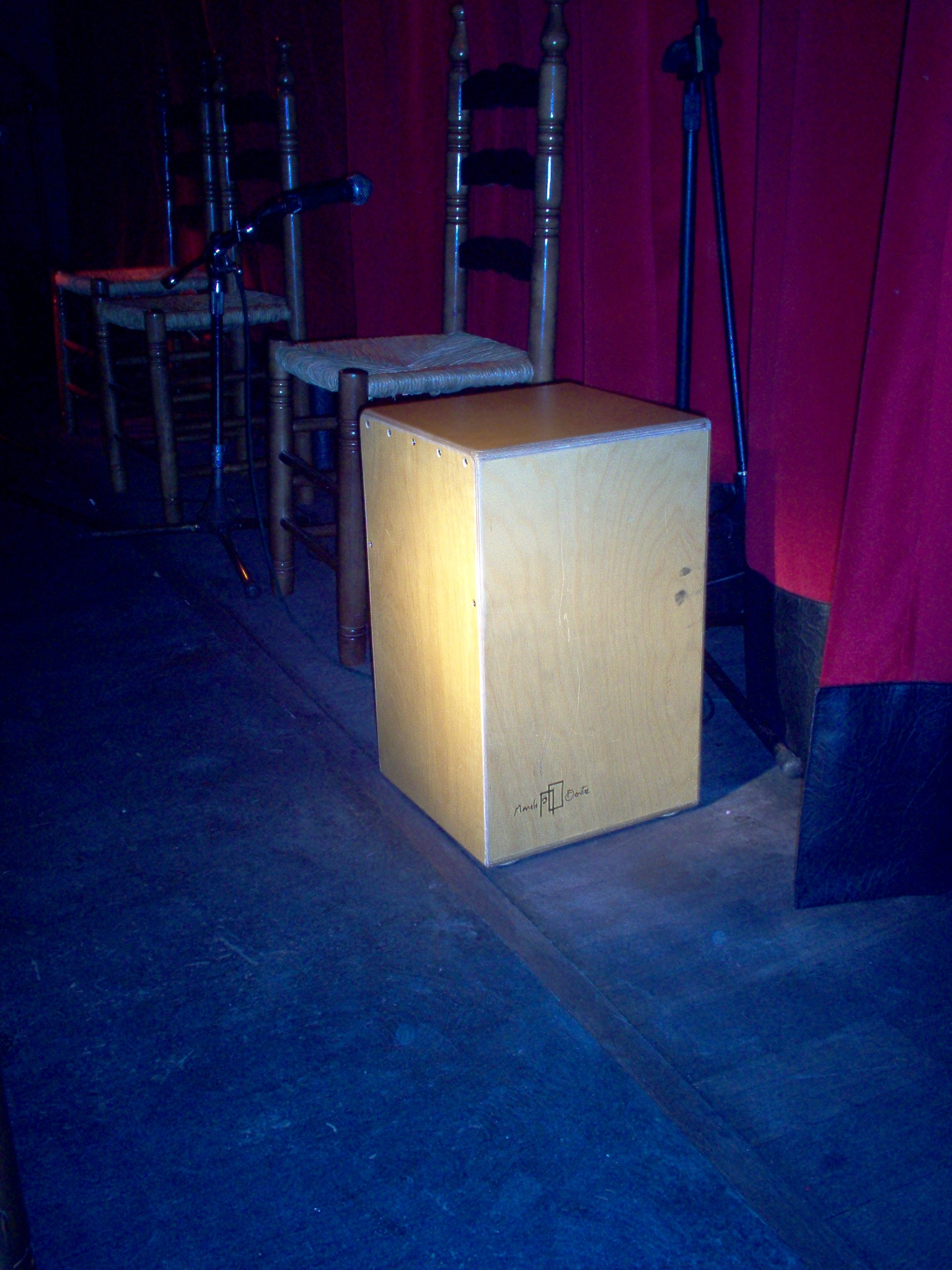
打面（前面）から見たカホン

カホン (Cajón) は、ペルー発祥の打楽器（体鳴楽器）の一種である。
カホンは楽器自体に跨って演奏される箱型のもの（ペルー式と呼ばれる）からコンガのように股に挟んで演奏されるもの（キューバ式と呼ばれる）まで、打面が木製である打楽器全般を指す。通常ペルー式カホンを指す場合が多い。
カホン製造業者や楽器メーカーは上記以外のサイズの木製の箱状の楽器を「ミニカホン」や「カホニート」、「カホンパッド」などの名称で製造販売している。またボンゴカホン、コンガカホンと言った木箱で再現した楽器も製造している。
本項ではペルー式カホンについて説明する。

## 構造
Cajónはスペイン語で「箱」を意味し、その名の通り中が空洞の直方体の形状をしている。通常木製だが、FRPボディーや打面にカーボンファイバー等のプラスチックを用いた製品も存在する。
太鼓の「胴」にあたる部分と「膜」に当たる部分では材木の厚みが全く異なる。
通常、1面だけが打面であり、薄板でできており、これを「前面」と見なし客席に向ける。打面は他の面よりかなり薄く、通常2.5-3.5 mm程度の合板が使われる。それに対して「胴」に当たる部分の材木（合板）の厚さは通常、15㎜～20㎜程度。通常、打面の反対側の面（裏面）にサウンドホール（音孔）が空けられている（一部に例外な位置にサウンドホールをあけているものもある）。
元々のカホンに弦などは無かったが、スペインのフラメンコ伴奏に使われるようになって以降打面の裏には弦や鈴などを仕込むことが多く、これにより特徴的なバズ音を得ることができる。
現代でもペルーやキューバなどカホンの生まれた場所では弦などがないのが普通である。

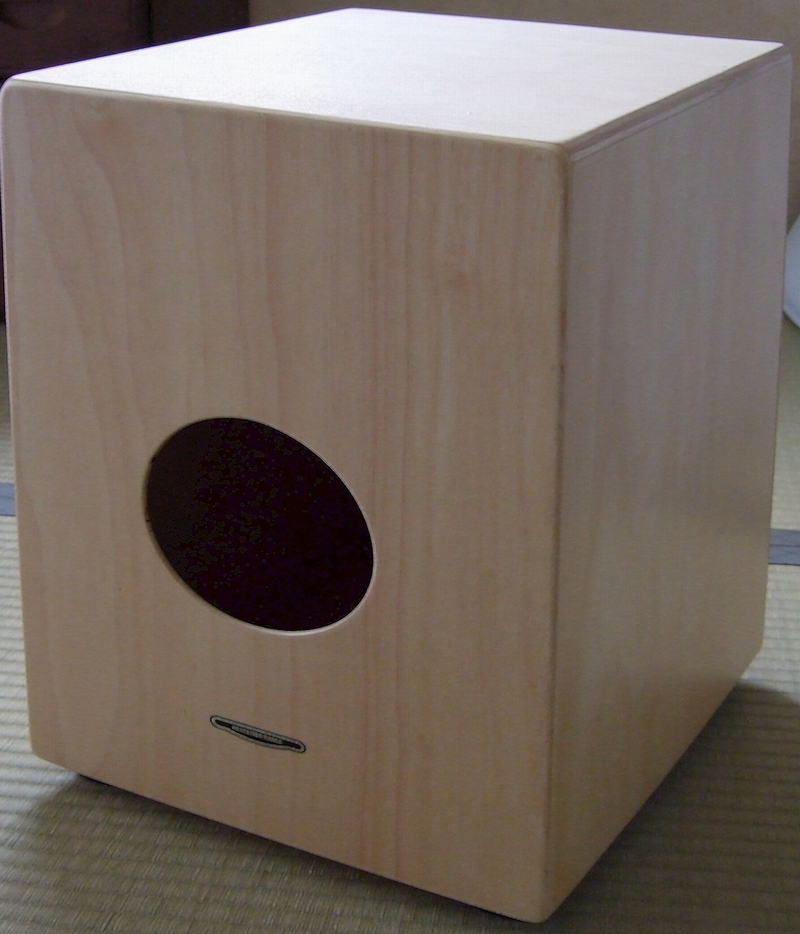
裏面のサウンドホール
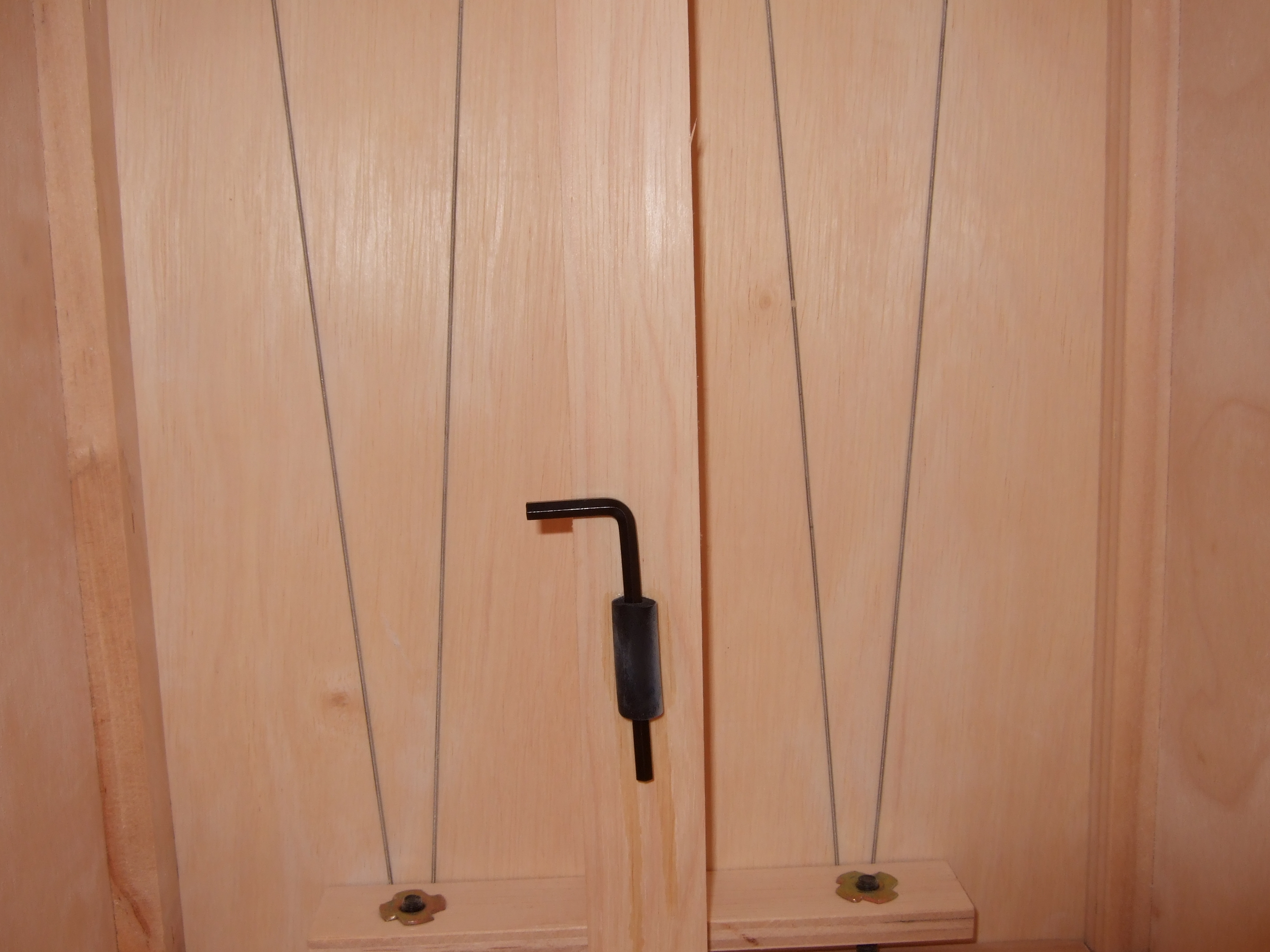
打面の裏側の弦（サウンドホールから内部を覗くようにして撮影したもの）
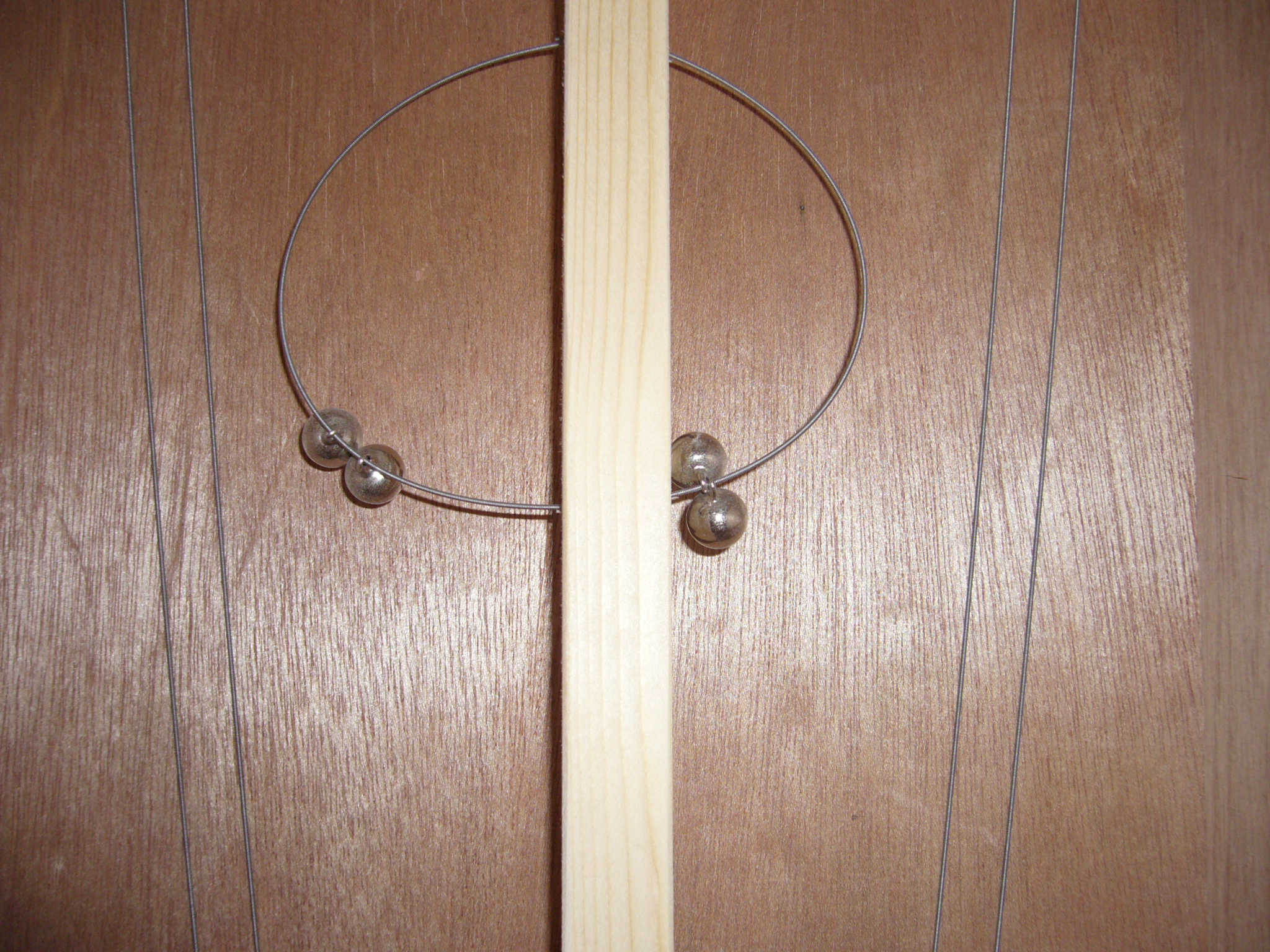
内部の鈴
- カホンの演奏

## 歴史
南米（ペルー）を1500年頃スペインが征服し原住民の多くが死んでしまった後、労働力としてアフリカから黒人奴隷が連れてこられた。黒人奴隷は反乱の恐れからコミュニケーションに使われていた楽器（太鼓類）の演奏を禁じられていた。その為黒人奴隷が手近にあった木の箱（スペイン語でCajón）を叩き始めたのがカホン（箱）の発祥とされている。
当初は黒人が多いペルー沿岸地域でアフロペルーと呼ばれる黒人音楽に使われていたが、20世紀初頭からスペインやアンデスの原住民（インカ帝国の末裔）の音楽が、リマなどの都市部でミックスされ、ムジカクリオージャと呼ばれるペルー独自の音楽が発展し伴奏にカホンが使われるようになった。
1977年フラメンコギタリストのパコ・デ・ルシアが南米ツアーの際に、ペルーの首都リマにてスペイン大使館のパーティーに呼ばれ、そこでムジカクリオージャ、ニッケの花で有名なペルーの歌手、チャブーカ・グランンダの演奏でカホン奏者カイトロ・ソトがカホンで伴奏しているのに出くわす。
パコ・デ・ルシアはカホンにフラメンコ伴奏楽器としての可能性を強く感じカイトロ・ソトにカホンを売ってくれと頼み、当時のお金で2000ペセタ（1500円程度）で譲ってもらったと証言している。
その後パコ・デ・ルシアを通じスペインのフラメンコ伴奏に広く使われようになり、打面の裏にギター弦を張るなどの工夫がスペインで加えられ、バスドラムとスネアドラムサウンドをカホンは得て簡易ドラムとして世界中に広がり現在に至る。

## 奏法
基本奏法は、楽器の上に跨って、楽器の打面やその縁を素手で叩く、というものである。打面の中央上部を叩くとバスドラムのような低い音になり、端の方を叩くとクローズドハイハットのような鋭い音になる。打面でない面を叩くと中音域のサウンドを得ることができる。また、前述の仕掛けが施された楽器の端を平手で叩くとスネアドラムのような音色を出すことも可能。
小型のカホンはボンゴのように股に挟んでも使用される。

## 利用
元来はフェステホなどのムシカ・アフロ・ペルアーナ、バルスなどのムシカ・クリオージャを演奏するために用いられてきた。他ジャンルへの伝播のきっかけは、1970年代にフラメンコギタリストの「パコ・デ・ルシア」がラテンアメリカ・ツアーの折に、ペルーのカホン奏者「カイトロ・ソト」からカホンをプレゼントされたことである。このことをきっかけに、カホンはフラメンコの世界に持ち込まれ、打面の裏にギター弦が仕込まれ、今ではフラメンコの重要な伴奏楽器として認識されるまでに至っている。
近年ではコンパクトで電源が要らず、ドラムセットのようなサウンドを得られることもあり、小さめのライブハウス、カフェやアコースティックセッション、ストリートミュージックに重宝されている。
カホン製造業者の『デ・グレゴリオ社』(De Gregorio)はカホンにはタブラやダラブッカの様な特定の楽器の音色を持たないのでジャンルに依存しないとの見解を同社販売の教則本(Cajon Power)で示している